# Prowincja Bình Dương
Bình Dương wymowaⓘ – prowincja Wietnamu, znajdująca się w południowej części kraju, w Regionie Południowo-Wschodnim.

## Podział administracyjny
W skład prowincji Bình Dương wchodzi sześć dystryktów oraz jedno miasto.
- Miasta:

1. Thủ Dầu Một

- Dystrykty:

1. Bến Cát
2. Dầu Tiếng
3. Dĩ An
4. Phú Giáo
5. Tân Uyên
6. Thuận An